# 中华人民共和国财政部社会保障司
中华人民共和国财政部社会保障司是中华人民共和国财政部的内设机构，負責財政部內部的相關預算支出，並提出相關預算建議。社會保障司编制45人。办公地点位于中华人民共和国首都北京市西城区中华人民共和国财政部大楼。